# Ferrari Mythos
La Ferrari Mythos est un concept-car créé en 1989 pour le compte de Ferrari par le carrossier et designer Pininfarina. Elle est motorisée par un moteur à 12 cylindres à plat opposés (plus communément appelé Flat-12) directement issu de la Testarossa. Seuls 3 exemplaires en furent construits et vendus à de riches collectionneurs, dont l'actuel sultan de Bruneï qui en possède deux. La dernière appartient au collectionneur japonais Shiro Kosaka. La Mythos servit de base et d'inspiration esthétique lors de la création de la Ferrari F50, quelques années plus tard.

## Conception

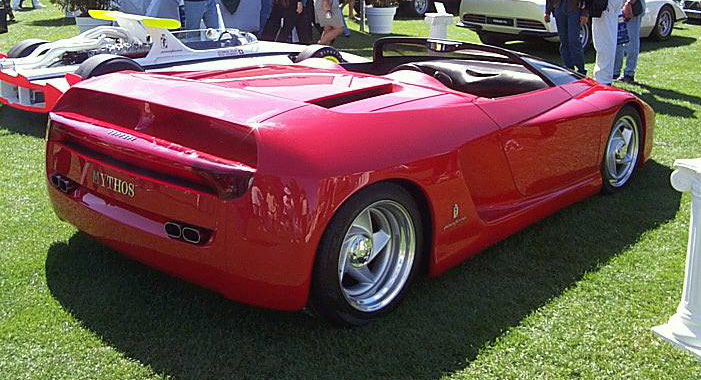
Vue arrière.

Le design de la Ferrari Mythos a été conçu sur la plateforme de la Ferrari Testarossa, ce qui a influencé sa forme cunéiforme ainsi que sa grande prise d’air positionnée devant les roues arrière.
Ce concept-car a ensuite servi d’inspiration pour le développement de la Ferrari F50, successeure de la Ferrari F40.
La voiture d'exposition est stockée au centre de style Pininfarina à Cambiano (Italie).

## Performances
La Ferrari Mythos est propulsée par un moteur 4,9 L Tipo F113 B flat-12, directement issu de la Ferrari Testarossa. Ce bloc développe 390 ch à 6 300 tr/min et un couple de 354 N⋅m à 4 500 tr/min, offrant un rapport poids/puissance de 0,3 ch par kilos.
La puissance est transmise aux roues arrière via une boîte manuelle à 5 rapports, également empruntée à la Testarossa. La voiture repose sur une suspension à ressorts hélicoïdaux, avec des bras transversaux à l’avant et à l’arrière.
Bien que ses chiffres d’accélération restent inconnus, la vitesse de pointe projetée de la Mythos est estimée à environ 290 km/h.

## Jeux vidéos
La Ferrari Mythos a été mise en avant dans le jeu vidéo de course Test Drive III: The Passion de 1990.

## Galerie

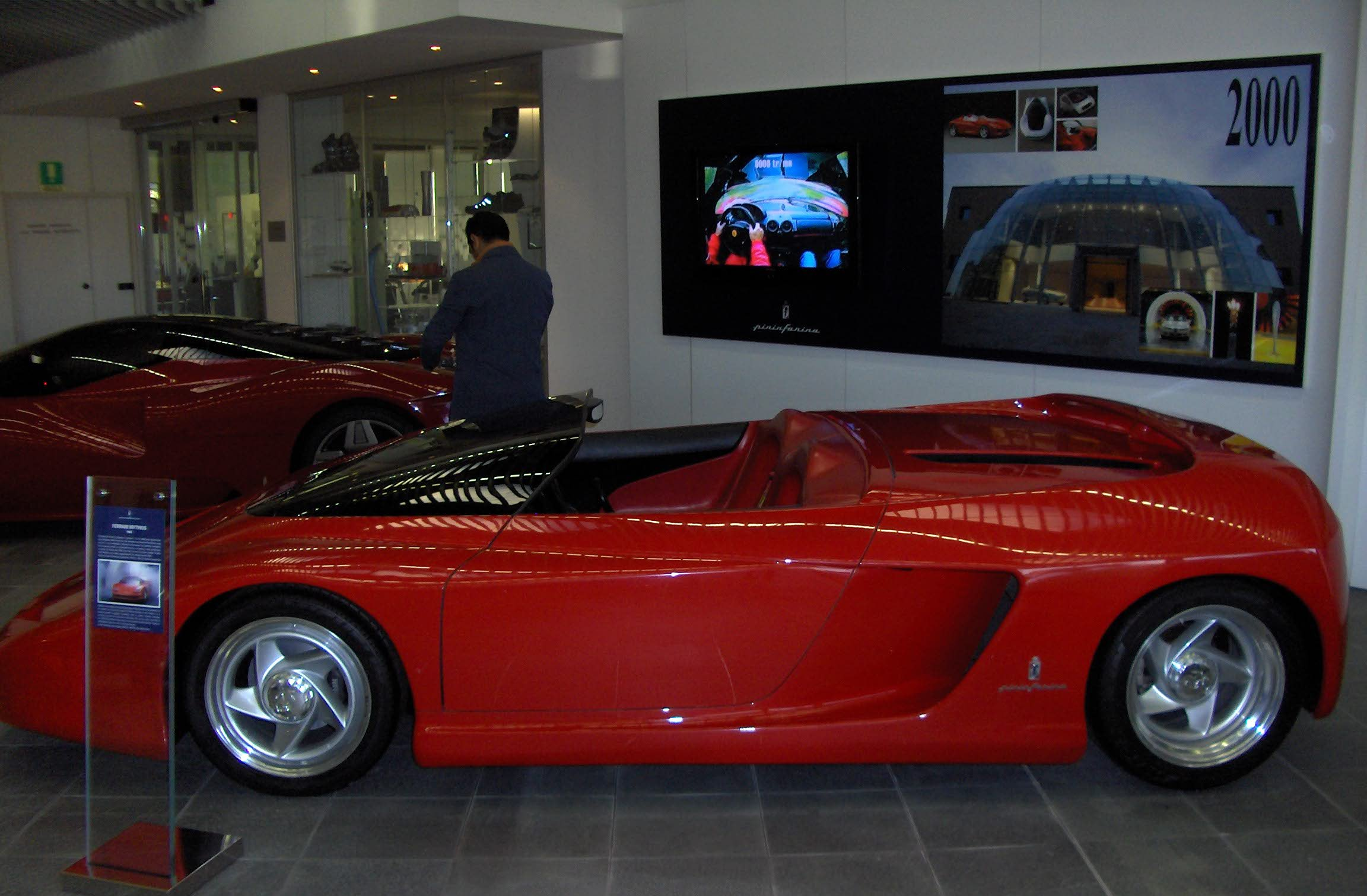
Vue de profil de la Ferrari Mythos.
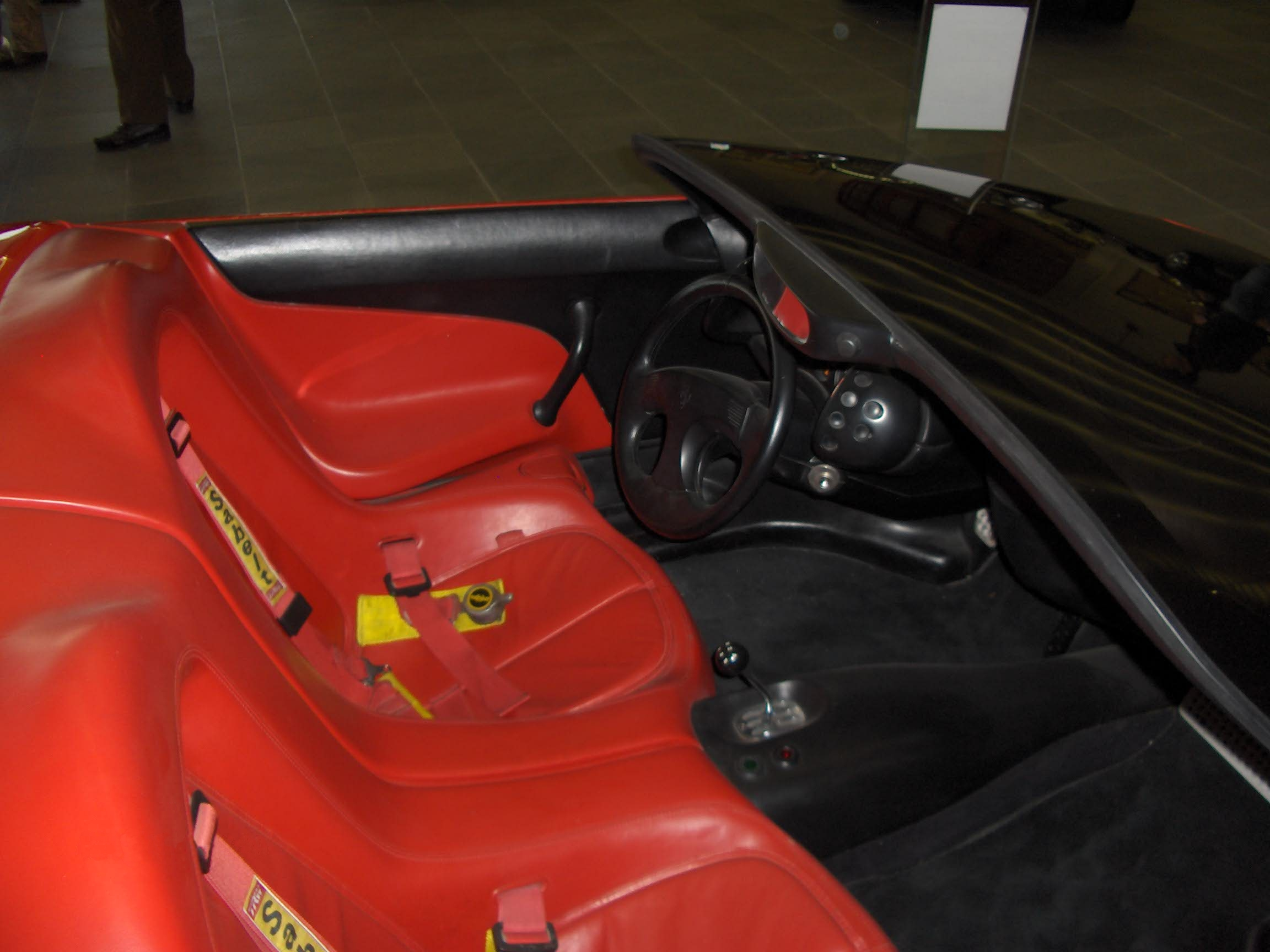
Intérieur de la Ferrari Mythos.
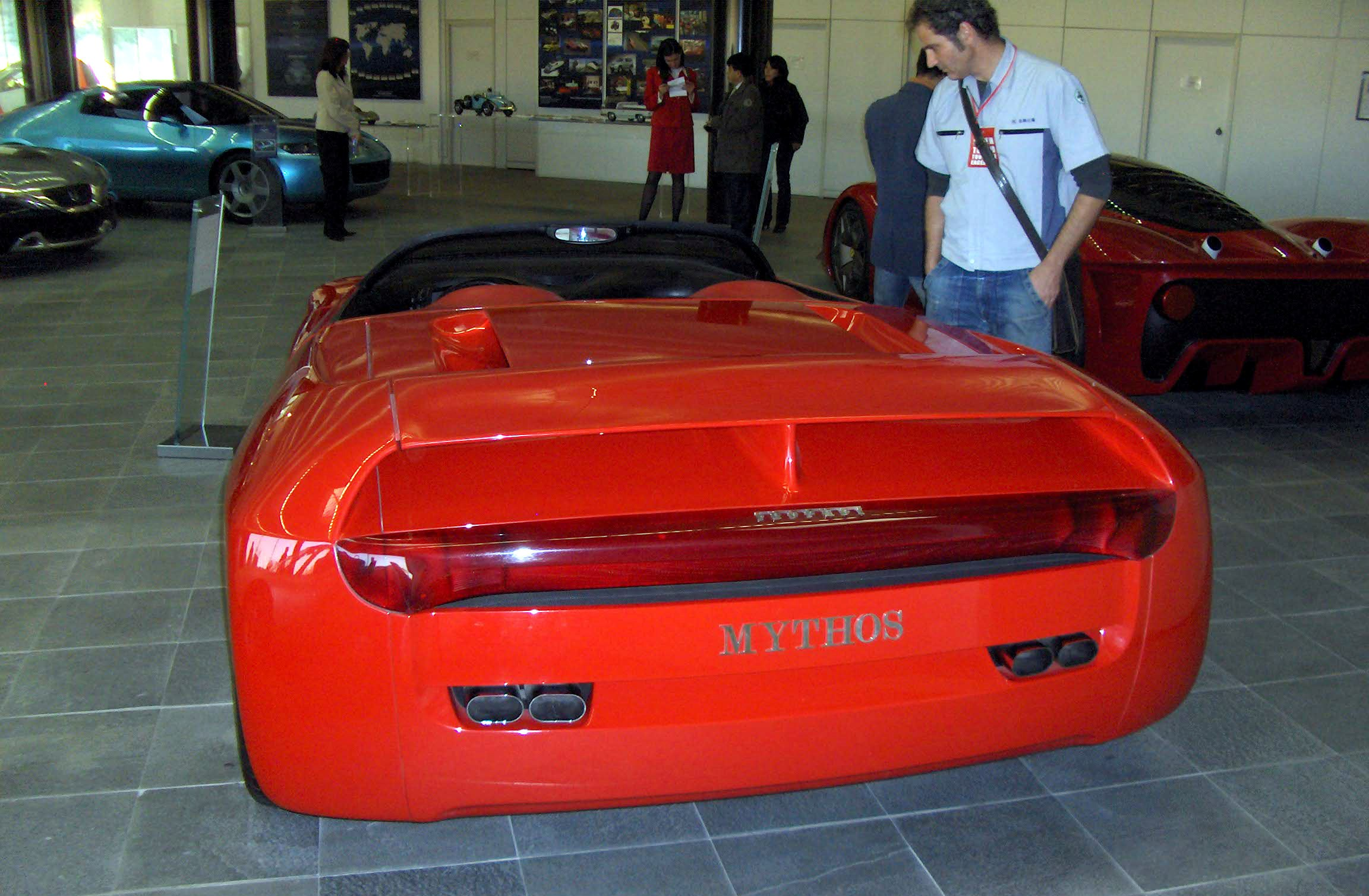
Arrière de la Ferrari Mythos.